# Link Control Protocol
Link Control Protocol (リンク・コントロール・プロトコル、LCP) は、Point-to-Point Protocol の一部を構成するプロトコルである。

## 概要
PPP通信を開始するとき、送信側・受信側の両側の装置は、これから行うデータ転送で必要となる特定の条件を決定するために、LCPパケットを送信する。
LCP プロトコルは以下の動作を行う。
- リンクした相手を識別し、ピアデバイスを受け入れるか拒絶するかを決める
- データ転送で許容されるパケットサイズを決定する
- 構成におけるエラーを検出する
- 要求条件が受け入れられないならば、リンクを切断する

LCPパケットによりリンクが許容されるまで、デバイスは PPP でデータをネットワークに送信することができない。しかし、LCP パケットは PPP パケットに埋め込まれるので、LCP が再設定を行う前に、基本的な PPP 接続は確立されていなければならない。
PPP パケット上の LCP は、コントロールコード 0xC021 であり、 INFO フィールドに LCP パケットを含んでいる。LCPパケットには 4 つのフィールドがある。(Code, Id, Length, Data)
- Code: 要求するオペレーション: Configure Link, Terminate Link, ... および 肯定応答、否定コード
- Data: オペーレーションのパラメータ